# 中国致公党

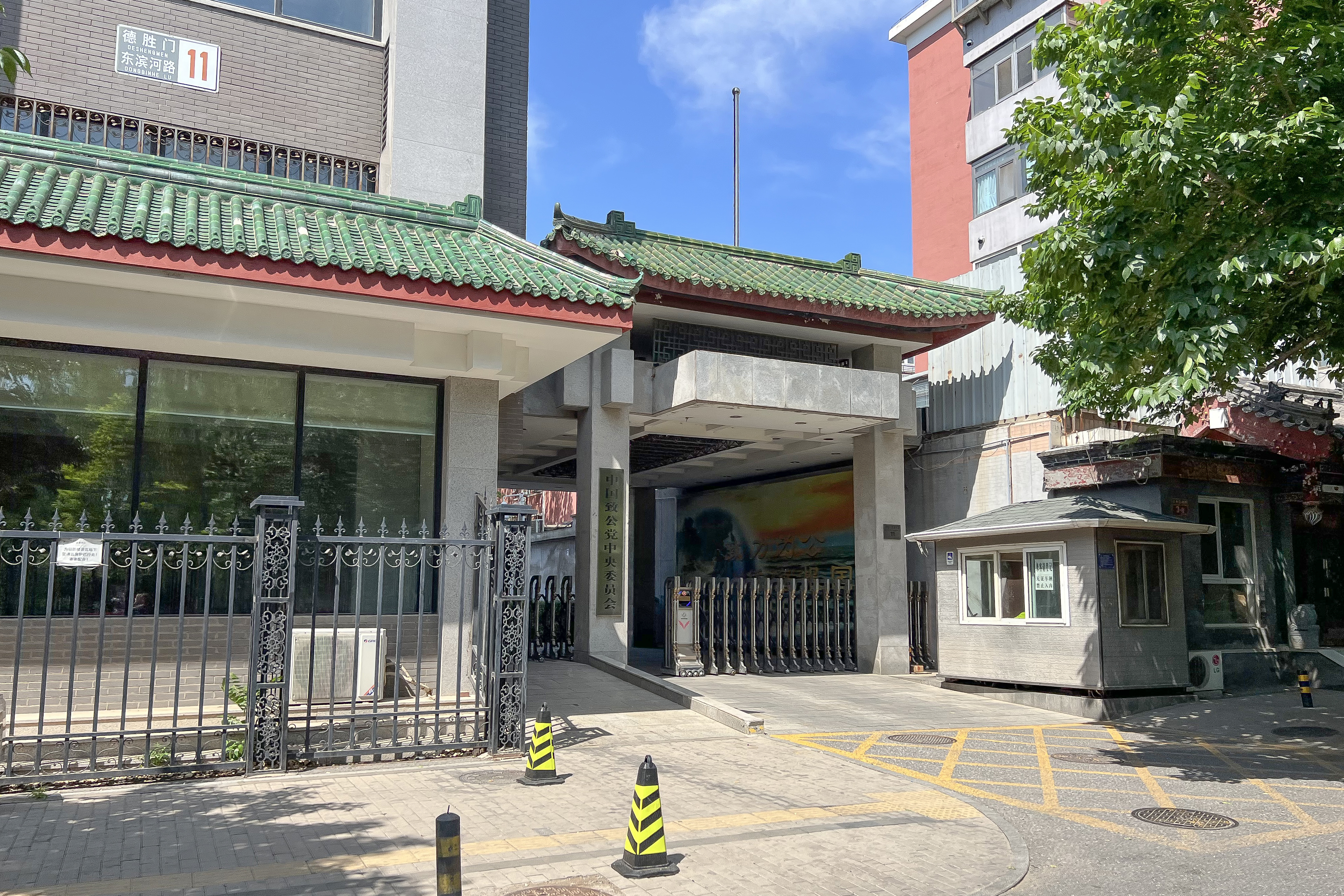
中国致公党中央委員会

中国致公党（ちゅうごくちこうとう）は、中華人民共和国の衛星政党の一つ。略称は致公党。前身は洪門に属する「美洲洪門致公総堂」であった。
中国に戻ったいわゆる「帰国華僑」の政党で、1925年10月に陳炯明らが設立。1947年5月の国民大会で急進化。主席は万鋼。
現在の党員数は約2万人で、民主党派としては台湾民主自治同盟に続いて小さな政党だが、2007年に副主席の万鋼が科学技術部長（閣僚相当）に就任。非共産党員の閣僚就任は35年ぶりのことであり、話題となった。